# کیتا فوجیمورا
کیتا فوجیمورا (ژاپنی: 藤村 慶太؛ زادهٔ ۲ سپتامبر ۱۹۹۳) یک بازیکن فوتبال اهل ژاپن است.
از باشگاه‌هایی که در آن بازی کرده‌است می‌توان به باشگاه فوتبال وگالتا سندای اشاره کرد.